# Valfin-sur-Valouse
Valfin-sur-Valouse korábbi község (település) Franciaországban, Jura megyében. 2018. január 1-jén Vosbles községgel egyesült és Vosbles-Valfin új község része lett.
Lakosainak száma 73 fő (2018. január 1.). Valfin-sur-Valouse Dramelay, Arinthod, Charnod, Chisséria, Dessia, Genod, Lains, Saint-Hymetière és Vosbles községekkel határos.

## Népesség
A település népessége az elmúlt években az alábbi módon változott:
| Lakosok száma | 89   | 90   | 80   | 73   | 91   | 84   | 85   | 82   | 73   | 73   |
|               | 1968 | 1975 | 1982 | 1990 | 1999 | 2011 | 2013 | 2015 | 2017 | 2018 |